# Cattedrale di Sant'Olav (Oslo)
La cattedrale di Sant'Olav (in norvegese: Sankt Olav domkirke) è la cattedrale cattolica di Oslo, è consacrata a Sant'Olav ed è sede vescovile per la diocesi di Oslo.

## Storia e descrizione

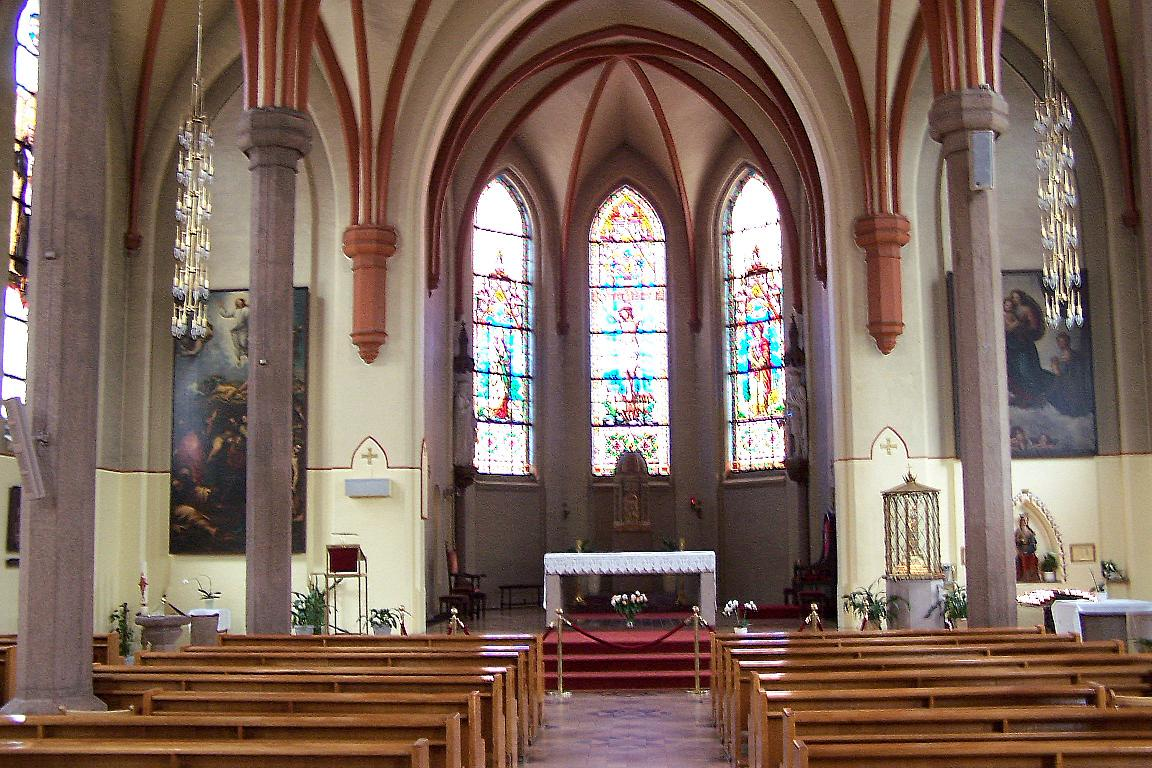
L'interno.

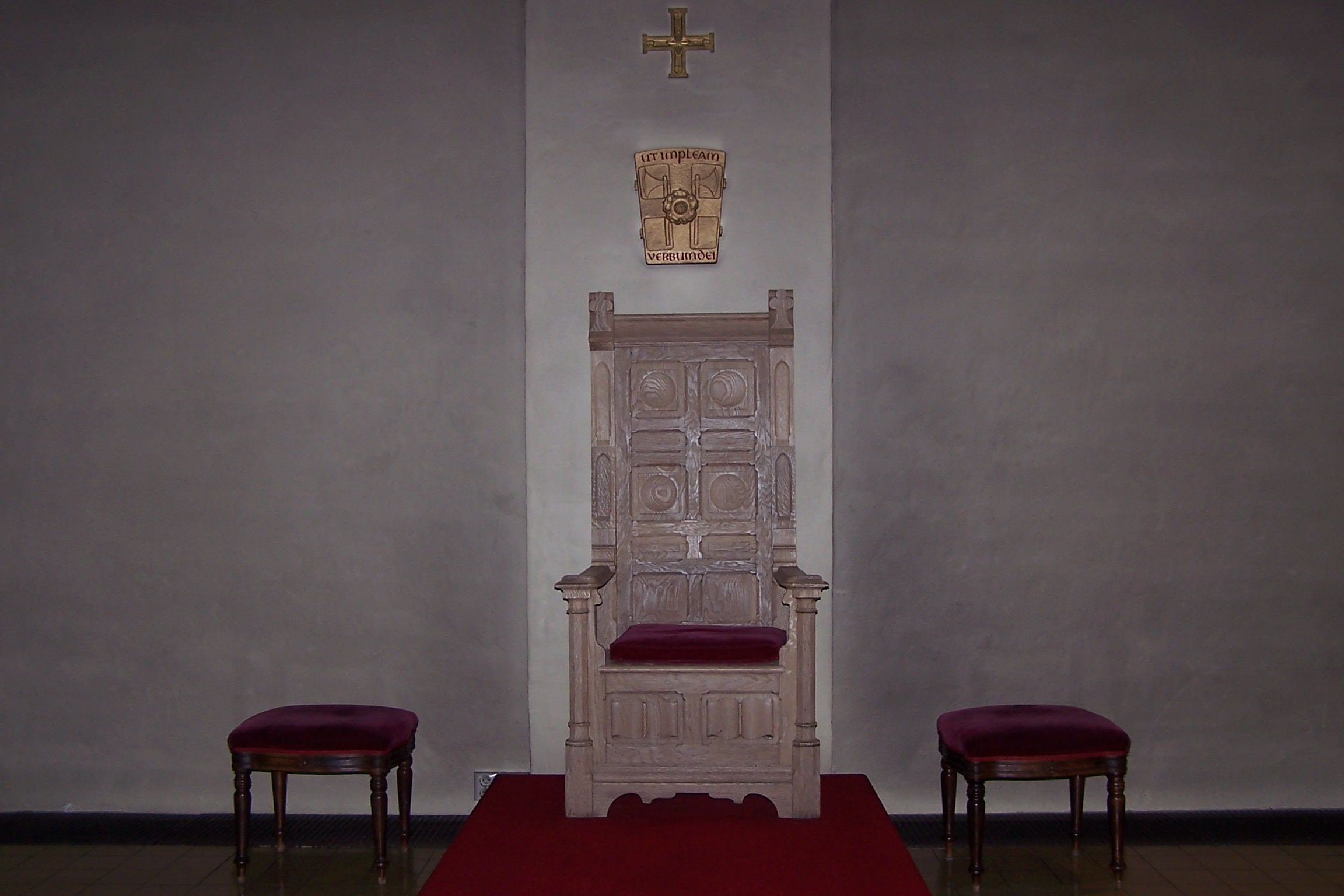
La cattedra del vescovo.

La chiesa, in stile neogotico, venne completata nel 1856. Al momento della costruzione, la chiesa sorgeva nei pressi del cimitero del Salvatore (in norvegese: Var Frelsers gravlund), ed era situata nella campagna fuori dalla città di Oslo. La realizzazione dell'edificio è stata finanziata da donazioni private e raccolta di fondi all'estero, in particolare il donatore più generoso fu la regina Giuseppina, ella stessa cattolica.
La prima messa della chiesa fu celebrata il 24 agosto 1856, ma non essendo presente nel paese un vescovo cattolico, la chiesa è stata consacrata solo l'8 agosto 1896.
Quando nel 1953 è stata fondata la diocesi di Oslo, la chiesa di Sant'Olav è stata eretta al rango di cattedrale e sede episcopale.
Il 2 giugno del 1989 la cattedrale è stata visitata da papa Giovanni Paolo II, durante la sua visita pastorale nei paesi scandinavi.